# Batalla de Nicòpolis (48 aC)
La batalla de Nicòpolis és un conflicte militar de desembre del 48 aC lliurat entre els exèrcits de Gneu Domici Calví, governador cesarià de la província d'Àsia i de Farnaces II, fill de Mitridates VI rei del Regne del Pont.

## Antecedents
Després de derrotar els pompeians a la batalla de Farsàlia, Juli Cèsar va iniciar la persecució dels seu líder Gneu Pompeu Magne en direcció a l'Hel·lespont i Egipte. Per tal de governar Àsia, va deixar Calví com a comandant de tres legions. Tot i això, posteriorment va haver de reclamar-ne dues per a reforçar la seva posició a Egipte i Farnaces va aprofitar l'oportunitat per avançar per la costa de la mar Negra i conquerir fàcilment Còlquida, Capadòcia i Armènia Parva.
Veient el perill, els reis Deiotarus I, de Galàcia i Ariobarzanes III, de Capadòcia van demanar ajut a Calví, que va enviar emissors a Farnaces per exigir-li que es retirés. Tot i que aquest només comptava amb la legió XXXVI, Deiotarus va aportar 2 legions i 100 genets i Ariobarzanes 100 genets addicionals. A més a més, Calví va enviar els seus oficials a Cilícia, on el questor va aportar una legió addicional. Totes aquestes forces es van reunir a Comana sota el seu comandament.
Els emissaris van tornar amb la notícia que Farnaces es retirava de Capadocia però es mantenia a Armènia, que reclamava com a part de l'herència del seu pare Mitridates VI. Desitjant la glòria personal, Calví va avançar amb les tres legions sense esperar el retorn del Cèsar, situant-se en una posició des d'on rebre subministraments de Capadòcia.

## Batalla
Farnaces va intentar retardar Calví mitjançant la diplomàcia, però, en no funcionar l'estratègia, va retirar-se a Nicòpolis, una plana rodejada amb muntanyes a tots dos costats. Per arribar-hi, calia passar per un estret on Farnaces va situar la seva millor infanteria i cavalleria per facilitar una emboscada de l'enemic. També va ordenar als civils que seguissin passant per l'indret per donar una aparença de normalitat.
Calví va desconfiar i no va caure a la trampa, obligant a Farnaces a retirar les tropes. L'endemà, Calví va acampar davant de la ciutat i va començar a fortificar la base, i Farnaces va sortir a la plana a trobar-lo. Tots dos exèrcits van construir trinxeres esperant la retirada de l'enemic. El governador va presentar batalla situant la legió XXXVI al flanc dret, la pòntica a l'esquerra i les tropes de Deiotarus al centre.
Durant la batalla, la legió romana va fer retrocedir la cavalleria de Farnaces, acorralant-la contra la muralla i les trinxeres que defensaven el seu campament. No obstant això, la legió pòntica i les tropes de Deiotarus van cedir, provocant que Farnaces rodegés les legions romanes. El governador Calví va escapar-se amb moltes dificultats cap a una muntanya des d'on va retirar-se cap a Síria amb les restes del seu exèrcit.

## Conseqüències
La batalla va causar grans pèrdues als dos bàndols i hi van morir gran quantitat tant de genets romans com de nobles asiàtics. Després de la victòria, Farnaces va apoderar-se de Pont sense pràcticament oposició Els romans van haver d'esperar a l'arribada de Juli Cèsar per a vèncer-lo en la Batalla de Zela l'any següent. No obstant això, Calví no va perdre el favor del Cèsar; i va ser l'encarregar de perseguir Farnaces després de Zela. Posteriorment també va combatre a la campanya africana.